# Coorg
Coorg (también denominado Kodagu o Kurg) fue un antiguo estado de la India existente entre 1950 y 1956 con la ciudad de Madikeri como su capital. Cuando la Constitución de la India entró en vigor el 26 de enero de 1950, la mayor parte de las provincias existentes se reconstituyeron en estados, por lo que la antigua provincia de Coorg pasó a denominarse "Estado". Coorg estaba gobernado por un comisionado mayor y su jefe de gobierno era el principal ministro. El estado fue fusionado con el de Mysore el 1 de noviembre de 1956, convirtiéndose en uno de sus distritos.
La provincia tenía en 1901 una población de 180 607 habitantes y  un área de 4 097 km². Cuando Coorg se convirtió en un estado en la India en 1950, tenía una población de 229 405.

## Historia

Mapa del sur de la India antes de la reorganización de 1956, en verde oscuro el estado de Coorg.

El área pertenecía al Imperio vijayanagara y quedó bajo el control de Mysore, pero a partir de la década de 1600 Coorg se separó como un reino independiente bajo la dinastía Haleri de gobernantes hindúes. Dicha dinastía gobernó el estado hasta 1834, cuando el rajá fue derrocado por la Compañía Británica de las Indias Orientales. La compañía se hizo cargo del gobierno de la zona y luego de que las autoridades británicas suspendieron las actividades de esta en 1858, Coorg se convirtió en una provincia de la India británica.
El estado de Coorg nació el 26 de enero de 1950 por medio de la Constitución de la India. Antes de la promulgación de la constitución, Coorg había sido una provincia del Dominio de la India.
Las primeras elecciones legislativas en Coorg se llevaron a cabo en 1952. Los principales contendientes fueron el Congreso Nacional Indio liderados por C. M. Poonacha y el partido Takkadi dirigido por Pandyanda Belliappa. Mientras que el Congreso apoyó la fusión con el vecino estado de Mysore, el partido Takkadi luchó en las elecciones con una propuesta anti-fusión. El Congreso Nacional Indio ganó una mayoría de 15 escaños mientras que el partido Takkadi quedó con los nueve asientos restantes.
Tras la promulgación del Acta de Reorganización de los Estados Indios de 1956, Coorg se fusionó con el estado de Mysore, en el cual se constituyó como el distrito de Kodagu.